# Брисеида
Брисеида (грч. Βρισηίς) (лат. Briseis) је кћерка Брисеја, краља Педаска, миљеница Ахила.

## Митологија
Када је Ахил освојио град Лемесу у Троади, а то је учинио јер му је било потребно да храном и другим пленом намири војску која је била под Тројом, после битке, у којој је убио лирнејског краља Минета, као плен, по одлуци војне скупштине Ахејаца, припала му је и његова жена Брисеида. Ахил се одмах заљубио у њу, и заслепљен њеном лепотом заборавио је на Дејдамију, своју прву велику љубав коју је оставио, полазећи у Троју, на острву Скиру и са којом се намеравао оженити по повратку из Тројанског рата.
Брисеида је узвратила љубав Ахилу, мада јој је он убио мужа, и живела је у његовом шатору ишчекујући дан када ће му постати жена. Десете године ратовања под Тројом, Ахил је кренуо у поход на Тебу у Мизију и са собом је донео богат плен, као и са свих дотадашњих похода. Међу заробљеницима је било и неколико девојака, а најлепшу од њих је за себе присвојио, тадашњи заповедник ахејске војске Агамемнон. Та девојка је била кћерка Хриса, Аполоновог свештеника из мизејског града Хриса, и која се случајно нашла у Теби у време опсаде.
После неког времена у табору се појавио њен отац, свештеник Хрис који је, за њу понудио богату откупнину, али га је Агамемнон одбио и протерао из логора. због свега што се догодило, Хрис је замилио Аполона да за казну пошаље кугу на војску Агамемнона. када су војници почели умирати од куге, а Агамемнон није ништа предузимао да се отклони божја казна, Ахил је сазвао војну скупштину да се договоре како да умилостиве гневног Аполона. На скупштини је врач Калхант рекао да је то једино могуће враћањем Хрисове кћерке и то без откупа и са великим извињењем. Агамемнон на то није пристао и још се извикао на врача, али, када је и Ахил стао на врачеву страну, скупштина је одлучила да се Агамемнону одузме и врати Хрисова кћерка, а у замену за њу да му припадне Брисеида.
Ахил је невољно на то пристао, а када су Агамемнонови војници одвели уплакану Брисеиду, Ахил је изјавио да више неће ратовати све док га Агамемнон не замоли за опроштај и врати му вољену девојку. Да би се то догодило брзо, Ахил је замолио своју мајку Тетиду да она замоли Зевса да он помогне Тројанцима и да на тај начин присили Агамемнона и целу војску да му се извине и да га замоле да се врати у борбу .
Зевс је удовољио Тетидиној молби, и када се, после тога Агамемнон нашао у неприлици, послао је по Ахила војнике са молбом да им се придружи у борби, а он ће му вратити Брисеиду, са којом није прове ни једну ноћ у кревету.
Ахил није још дуго времена уживао у љубави са прелепом Брисеидом, јер недуго после њеног повратка у двобоју са Хектором, кога је убио, бива погођен у пету и умире.